# Circello
Circello ist eine Gemeinde in Italien in der Region Kampanien in der Provinz Benevento mit 2122 Einwohnern (Stand 31. Dezember 2023). Sie ist Bestandteil der Bergkommune Comunità Montana Titerno e Alto Tammaro.

## Geographie

Circello

Die Gemeinde liegt etwa 20 km nördlich der Provinzhauptstadt Benevento im Hügelland an der Ostseite des Monte Taburno. Die Nachbargemeinden sind Campolattaro, Castelpagano, Colle Sannita, Fragneto l’Abate, Morcone, Reino und Santa Croce del Sannio. 

## Wirtschaft
Die Gemeinde lebt hauptsächlich von der Landwirtschaft. 

## Infrastruktur

### Straße
- Staatsstraße Benevento-Termoli

### Bahn
- Bahnstrecke Benevento–Campobasso

### Flug
- Flughafen Neapel